# Miodom
Miodomul (Myodom) este un canal alungit osos la baza craniului întâlnit la majoritatea peștilor teleosteeni. El este situat sub creier în regiunea postorbitară a craniului. Pereții miodomului sunt formați de oasele craniului și anume de bazisfenoid, prootic, bazioccipital și parasfenoid. În miodom sunt adăpostiți mușchii drepți (anterior, posterior, superior și inferior) ai ochiului, care se inserează la baza craniului. La actinopterigieni miodomul este de obicei bine dezvoltat. Miodomul lipsește sau e rudimentar la siluride, gadide, anghilide, Acipenser,  Lepisosteus ș.a.